# بروميد البروبانثيلين
بروميد البروبانثيلين (بالإنجليزية: Propantheline bromide)‏ هو مضاد مسكاريني يعمل على تثبيط للتّأثيرات التي يحدثها الأسيتيل كولين في المستقبلات المسكارينية.

## الاستعمالات
- تقلص عضلي[5]
- اعتلال معوي[5]
- التهاب البنكرياس[5]
- متلازمة القولون المتهيج[5]
- قرحة هضمية (منذ 2 أبريل 1953)[6]

## آلية عمل الدواء
يثبط البروبانثيلين عَملَ المستقبلاتِ المسكارينيَّة بتأثير الأَسيتيل كولين في الأعصاب الكولينيَّة ، وكذلك في العضلات الملساء التي تستجيب للأسيتيل كولين. كما يُؤثر أيضا في المستقبلات الموجودة في خَلايا العضلات القلبيَّة والعقدة الجيبيَّة الأذينية والأذينيَّة البطينية والغُدَد الإفرازية. وبذلك، فهو يُقلِّل من الحركةِ والنَّشاط الإفرازي في الجهاز الهضمي والمثانة البوليَّة والحالبين، وربَّما يؤدِّي إلى ارتخاءٍ طَفيف في القنوات الصَّفراوية والمرارة. ويُستخدَم كمُضادٍّ للتشنُّج لتخفيف ألم التشنُّج أو التقلُّصات في المعدة والأمعاء والمثانة. كما يمكن أن يُستخدَم البروبانثيلين أيضاً لمُعالجَة التعرُّق المفرط، لأنَّ إعاقةَ عمل الأستيل كولين قد تقلِّل التعرُّقَ والدُّموع.

## طريقة الاستعمال
يُعطى الدَّواءُ للأطفال بمقدار 2-3 ملغ/كغ/اليوم على دفعات كلَّ 4-4 ساعات وقبلَ النَّوم. كما يُعطى للبالغين بمقدار 15 ملغ ثلاث مرَّات باليوم قبلَ الوجبات و30 ملغ قبلَ النَّوم.
إذا كان المَريضُ يستعمل هذا الدَّواء لمتلازمة القولون العصبِي أو المتهيج أو التشنج العضلي للجهاز الهضمي، فيُفضل تناوله قبل الأكل بمدة 30 -60 دَقيقة.